# Incirrata
Incirrata Grimpe, 1916 (o Incirrina) è un sottordine di molluschi cefalopodi coloidei. Rappresentano uno dei due sottordini degli Octopoda. Raggruppano la maggior parte delle specie di polpi bentonici, con la famiglia Octopodidae che include quasi tutte le specie dell'ordine, e molte specie pelagiche, come gli argonauti.
Gli Incirrata si distinguono dei Cirrina, l'altro sottordine degli Octopoda, per l'assenza di filamenti o cirri nelle ventose, così come la mancanza di alette natatorie sulla testa. 

## Tassonomia
Gli Incirrata si suddividono in due superfamiglie, a loro volta suddivise in diverse famiglie:
- Argonautoidea Cantraine, 1841
  - Alloposidae Verrill, 1881
  - Argonautidae Tryon, 1879
  - Ocythoidae Gray, 1849
  - Tremoctopodidae Tryon, 1879

- Octopodoidea A. d'Orbigny, 1839
  - Amphitretidae Hoyle, 1886
  - Bathypolypodidae G. C. Robson, 1929
  - Eledonidae Rochebrune, 1884
  - Enteroctopodidae Strugnell, Norman, Vecchione, Guzik & Allcock, 2014
  - Megaleledonidae Taki, 1961
  - Octopodidae D'Orbigny, 1839-1842

## Biologia
Gli Incirrata sono gli unici cefalopodi che curano le uova dopo la fecondazione.
Nelle specie pelagiche, le femmine riproduttrici non si separano dalle uova: le conservano fra i tentacoli o fissandole su strutture calcificate secrete da speciali ghiandole tegumentali dei alcuni tentacoli.  L'Ocythoe è l'unica forma ovovivipara conosciuta; le uova si sviluppano scendendo lentamente lungo i lunghissimi ovidotti da cui si schiudono. D'altra parte, i diversi modi di cura delle uova si ritrovano nelle specie che vivono in stretto contatto con il fondo marino, quelle della famiglia Octopodidae.
Le capacità natatorie dei Cirrata hanno contribuito alla loro diffusione in tutti i mari del pianeta, mentre gli Incirrata vivono nei mari poco profondi.